# Davide Uccellari
Davide Uccellari (Módena, 11 de octubre de 1991) es un deportista italiano que compitió en triatlón. Ganó una medalla de bronce en el Campeonato Europeo de Triatlón de 2013, en la prueba de relevo mixto.

## Palmarés internacional
| Campeonato Europeo | Campeonato Europeo | Campeonato Europeo | Campeonato Europeo |
| Año                | Lugar              | Medalla            | Prueba             |
| ------------------ | ------------------ | ------------------ | ------------------ |
| 2013               | Alanya (Turquía)   | Medalla de bronce  | Relevo mixto       |